# Emil Weiss (Illustrator)
Emil Weiss (geboren 14. August 1896 in Olmütz, Österreich-Ungarn; gestorben 6. Januar 1965 in New York City) war ein österreichisch-US-amerikanischer humoristischer Illustrator und Karikaturenzeichner. 

## Leben
Weiss verbrachte seine Kindheit in Österreich und studierte an der Universität Wien. Im Ersten Weltkrieg war er Kriegsmaler. 1919 wurde er Diplom-Architekt und arbeitete zunächst in diesem Beruf. Nebenbei schuf er Illustrationen für Zeitungen. Nach seinem Umzug nach Prag zeichnete er für Europas führende Zeitungen. 1939 emigrierte er nach London, wo er für die britische Armee Propaganda-Poster entwarf. Für den Filmproduzent J. Arthur Rank entwarf er Film-Sets, Kostüme und Zeichnungen. Für den Daily Telegraph berichtete Weiss über viele internationale Konferenzen und fertigte dabei Skizzen von führenden Politikern an. Nach dem Zweiten Weltkrieg war er beauftragt, fünfzig berühmte Generäle der britischen Armee für die Hall of Fame der Royal Engineers zu zeichnen. 1949 zog er in die Vereinigten Staaten, wo er bei den Vereinten Nationen als Pressekünstler akkreditiert war. 
Im Juni 1964 wurde ihm die Goldene Medaille für Verdienste um die Republik Österreich verliehen.